# برسونا
برسونا فيلم سويدي صدر عام 1966 من إخراج وتأليف إنغمار برغمان. يعتبر أحد أهم الأفلام وأكثرها تأثيرا في السينما الحديثة. يحمل عنوان الفيلم (Persona) معنيين، الأول كلمة لاتينية تعني قناع والثاني نظرية لعالم النفس كارل يونغ.

## ملخص القصة
يبدأ الفيلم بلقطات صور سريعة جدا بعضها عنيف وفاضح، ثم مشهد لفتى على سرير في مستشفى. يقوم الفتى ليرى شاشة خيالية فيها صورة غير واضحة لامرأة. تطلب طبيبة في مستشفى من ممرضة اسمها «ألما» العناية بالمريضة «إليزابث» وهي ممثلة مسرح مشهورة توقفت عن الكلام أثناء تمثيل مسرحية ثم صمتت نهائيا. ترسلهما الطبيبة إلى الساحل لغرض العلاج والنقاهة، وهناك تصبحان صديقتين. يدفع صمت «إليزابث» الممرضة «ألما» على الكلام والصراحة، حتى تكتشف الممرضة رسالة كانت ستبعثها «إليزابث» تفضح فيها أسرار «ألما»، فتنقلب علاقتهما رأسا على عقب.

## الأسلوب

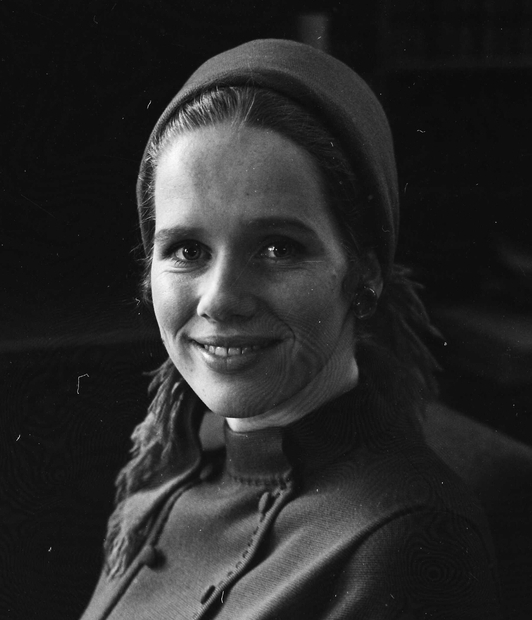
الممثلة ليف أولمان (في دور «إليزابت») شاركت في 11 فيلما مع برغمان

كان الفيلم ثوريا على مستوى الأسلوب وامتاز باستخدام اللقطات القريبة. كان برغمان يولي أهمية كبير للوجه، وقد اختار الممثلة ليف أولمان خصيصا بسبب ملامحها. وهو يقول: «الوجه البشري مادة عظيمة للسينما. فهو يحوي كل شيء». اعتبر بعض الباحثين أن أسلوب الفيلم ما بعد الحداثي هو رد فعل على طريقة السرد الواقعية. ظهرت في الفيلم مشاهد تثير الاستغراب والاستنكار مثل مشهد دخول «إليزابت» غرفة نوم «ألما»، فليس واضحا إذا ما كانت «ألما» تحلم أو أن «إليزابت» تمشي أثناء النوم. ومشاهد أخرى مماثلة كانت كأنها أحلام أو كوابيس.
المشهد الأخير حيث تحكي «ألما» موضوع الأمومة، تم تصويره في كاميراتين وكان مزمعا تقطيع اللقطات وجمعها في المونتاج، لكن برغمان اختار إثبات المشهد مرتين، مرة والكاميرا تجاه «إليزابت» ومرة تجاه «ألما».

## الأفكار والتفسيرات
تعرض الفيلم للعديد من محاولات التحليل والتفسير التي كانت مختلفة. يحاول برغمان في الفيلم «فهم السيكولوجية الإنسانية المعقدة، الإنسان في مواجهة نفسه، مرآة الذات ومرآة الحياة، الحياة والموت، والرغبة الغامضة في التشبث بالحياة». بينما يعتقد الباحث مارك جيرفس أن فلسفة فريدريك نيتشه هي الطريق لفهم الفيلم، حيث أن «الاعتقاد بفساد الطبيعة وغياب الهدف والعبثية، هي تأثيرات نفسية لازمة الحدوث بمجرد انتفاء الاعتقاد بالله وبوجود مرجعية أخلاقية».

## الاستقبال النقدي والتأثير
وصفت مجلة تايم برغمان بأنه «أكثر مخرجي السينما الحديثة إلحاحا على تصوير الحالة الإنسانية» وأن الفيلم «يطرح اثنين من أكبر هواجس برغمان وهما: الوحدة ومعاناة المرأة المعاصرة». بينما ذكر الناقد روجر إيبرت «من هي؟ من هم؟ ما هي الحقيقة؟ إنه فيلم صعب ومحبط». في عام 1972 اختير الفيلم في تصويت لجمعية الأفلام البريطانية خامس أهم فيلم على الإطلاق.
كان للفيلم تأثير كبير على أفلام مثل «ثلاث سيدات» (1977) لروبرت ألتمان وطريق مولهولاند (2001) للمخرج ديفيد لينش.

## مزيد من الاطلاع
- «برسونا» لأنغمار برغمان: صمت امرأة وقناعها الثرثار، إبراهيم العريس
- «برسونا».. الصمت حيال عالم متوحش
- بحر من برغمان

## روابط خارجية
- برسونا على موقع IMDb (الإنجليزية)
- برسونا على موقع ميتاكريتيك (الإنجليزية)
- برسونا على موقع الموسوعة البريطانية (الإنجليزية)
- برسونا على موقع روتن توميتوز (الإنجليزية)
- برسونا على موقع نتفليكس (الإنجليزية)
- برسونا على موقع ألو سيني (الفرنسية)
- برسونا على موقع Turner Classic Movies (الإنجليزية)
- برسونا على موقع أول موفي (الإنجليزية)
- برسونا على موقع فيلمافينيتي (الإسبانية)
- برسونا على موقع قاعدة بيانات الأفلام السويدية (السويدية)